# オルタナティブ・データ (金融)
オルタナティブ・データ（英：Alternative Data）とは、 ヘッジファンドのマネージャーや他の機関投資家が投資行動に必要なインサイトを得るために使用される非伝統的なデータである。オルタナティブ・データは通常、特定の企業に関する公開情報以外の外部情報であり、即時的かつ特徴的なインサイトと投資機会を投資家に提供するものとされる。例として、衛星画像からショッピングモールの駐車場に停まっている車の数を指数化し、その店の運営会社の収益を予想したり、スーパーマーケットのPOSデータを分析して加工食品関連企業の競争力を判定し、投資判断に活用するなどの利用方法がある。
オルタナティブ・データは、そのデータサイズの大きさと複雑さから、高度な統計的手法を用いてのみ利用可能な場合が多いため、ビッグデータの一種とされることが多い。 このようなデータはは金融取引や、携帯端末、人工衛星、公共情報やインターネットのログデータから抽出される。オルタナティブ・データという概念は、伝統的に金融機関によって使用されてきたプレスリリース、IR情報、決算開示などの企業自らが公表している情報との対比によって生まれた。
このような非伝統的データは、企業活動そのものによって生まれるデータであるため、伝統的な金融データよりもアクセスが難しく、また、データそのもののままでは構造化が十分になされていない場合が多い。 オルタナティブデータを所有または公開している企業の多くは、そのデータの価値に気づいておらず、当該データを収集し、「洗浄」し、分析を加えて、機関投資家に提供する新興データベンダーが近年多く登場している。

## オルタナティブ・データの例
オルタナティブ・データの例としては、以下のようなものがある。
- POS情報
- クレジットカードの利用履歴
- 経済ニュースの記事
- 位置情報
- ウェブサイトのアクセス数
- 衛星画像
- SNSの投稿[15][16]
- 輸送用コンテナの領収書
- 商品レビュー
- 価格データ
- 貨物のトラッキング情報

## オルタナティブ・データの利用方法
オルタナティブ・データはファンダメンタル投資やクオンツ投資を行う機関投資家によって付加価値を生む素材として利用されるが、このような投資手法は未だ発展段階にあり、様々な手法が研究されている。
オルタナティブ・データから有用な情報を抽出することは難易度が高く、高度な統計的分析手法や、システム・技術が必要である。そのため、こうしたデータを投資判断に結びつけることができている機関投資家は少ない。 裏返せば、適切な手法によってオルタナティブデータを活用できれば、そのファンドは、コストに見合うだけの競争優位性を得ることができるとされる。